# Цакалотос, Эвклид
Эфкли́дис Стефа́ну Цакало́тос (греч. Ευκλείδης Στεφάνου Τσακαλώτος) — левый греческий политик и экономист, министр финансов Греции (2015—2019).
С мая 2012 года представляет парламентский избирательный округ Греции «Афины Б». В настоящее время является членом Центрального комитета партии СИРИЗА.

## Биография

### Ранние годы
Цакалотос родился в 1960 году в Роттердаме, Нидерланды. Отец Цакалотоса, Стефанос, работал инженером в судостроительной компании в Роттердаме, он переехал в Великобританию вместе с семьёй, когда сыну было пять лет. С 1973 по 1978 годы Цакалотос учился в школе Святого Павла в Лондоне. Продолжил обучение в колледже при Оксфордском университете, где сделал уклон на изучение философии, политики и экономики. В Университете Сассекса получил степень магистра, вернулся в Оксфорд, где под руководством профессора Влодзимежа Бруса защитил докторскую диссертацию в 1989 году.

### Научная деятельность
С 1989 по 1990 годы Цакалотос занимал должность научного сотрудника, а также до 1993 года преподавал в Университете Кента. С октября 1994 года по сентябрь 2010 года он работал в Афинском университете экономики и бизнеса. Цакалотос является членом Всегреческой федерации университетского преподавательского состава.
В соавторстве с другими учёными и коллегами он работает над написанием книг и статей в области международной экономики и политики на греческом и английском языках.

## Политическая карьера
Ещё студентом Оксфорда он присоединился к студенческому крылу еврокоммунистической Коммунистической партии Греции (внутренней). В начале 1990-х годов вступил в ряды радикальной социалистической партии новых левых «Синаспизмос», которая становится ядром Коалиции радикальных левых (СИРИЗА) до самого её преобразования в единую партию в 2012—2013 годах. В 2004 году был избран в состав Центрального комитета Коалиции радикальных левых (СИРИЗА). В 2012 году он был впервые избран членом парламента Греции как представитель парламентского избирательного округа «Афины Б».
После парламентских выборов 25 января 2015 года при формировании кабинета министров Алексиса Ципраса назначен заместителем министра иностранных дел по международным экономическим отношениям. 6 июля 2015 года после отставки Яниса Варуфакиса Эвклид Цакалотос занял пост министра финансов Греции.
На ежегодных заседаниях Международного валютного фонда и Всемирного банка, проходивших 9 и 11 октября 2015 года, Цакалотос встретился с министром финансов США Джекобом Лью и управляющим директором МВФ Кристин Лагард. 8 января 2016 года Цакалотос начал тур по европейским городам, включая Рим, Лиссабон, Париж, Хельсинки и Берлин перед заседанием Еврогруппы 14 января 2016 года.

### Политические взгляды
Цакалотоса называют марксистом, а также «революционно настроенным европейцем». В одной из своих статей он написал: «Европейский валютный союз создал раскол между ядром и периферией, а отношения между ними стали иерархическими и дискриминационными».

## Личная жизнь
Со своей женой Хизер Д. Гибсон, шотландской экономисткой, Цакалотос познакомился в Университете Кента, позже они обвенчались в Кентербери. У семейной пары трое детей. У Цакалотоса два дома в Кифисии, офис в Афинах, а также загородный дом в Превезе, который достался ему от отца.